# Droga wojewódzka nr 957
Droga wojewódzka nr 957 (DW957) – droga wojewódzka w południowo-zachodniej części województwa małopolskiego, łącząca Białkę koło Makowa Podhalańskiego z Nowym Targiem.
Droga biegnie najpierw doliną Skawicy (dopływ Skawy). Tutaj znajdują się wsie Skawica i Zawoja. Pokonuje Przełęcz Lipnicką na wysokości 1010 m n.p.m. Dalej biegnie malowniczą trasą na Orawę, mijając wsie Zubrzyca Górna i Zubrzyca Dolna. W Jabłonce krzyżuje się z DK7. Biegnie dalej w kierunku wschodnim, mijając wsie Piekielnik, Wróblówka i Rogoźnik. W Nowym Targu kończy swój bieg, krzyżując się z DK47 i DK49.
Droga wojewódzka nr 957 jest ważnym elementem regionalnego systemu transportowego Podhala i Orawy. Stanowi ona ważne połączenie komunikacyjne dróg prowadzących do granicy ze Słowacją oraz atrakcyjnych terenów turystycznych zlokalizowanych na południu regionu. Dzięki modernizacji drogi nastąpi poprawa dostępności do stref aktywności turystycznej. Poprawie ulegnie również dojazd do Babiogórskiego Parku Narodowego oraz Tatrzańskiego Parku Narodowego. Lepsze będzie także połączenie z przejściami granicznymi w Winiarczykówce, Chyżnem, Chochołowie oraz z głównymi ośrodkami miejskimi: Krakowskim Obszarem Metropolitarnym, Nowym Targiem, Myślenicami i Zakopanem.
Od maja do końca 2010 roku prowadzono prace związane z modernizacją drogi wojewódzkiej nr 957 podczas których wyremontowano ponad 35 kilometrów drogi. 
Samorząd województwa małopolskiego rozpoczyna akcję budowy dróg. W ciągu najbliższych sześciu lat z budżetu województwa blisko 2 mld zł będą przeznaczone na przebudowę głównych tras regionu. Do takich dróg zalicza się także droga wojewódzka nr 957.

## Miejscowości leżące przy trasie DW957
- Białka (DK28)
- Skawica
- Zawoja
- Zubrzyca Górna
- Zubrzyca Dolna
- Jabłonka (DK7)
- Piekielnik
- Czarny Dunajec (DW958)
- Stare Bystre
- Rogoźnik
- Ludźmierz
- Nowy Targ (DK47, DK49)